# キエンジョジョ県

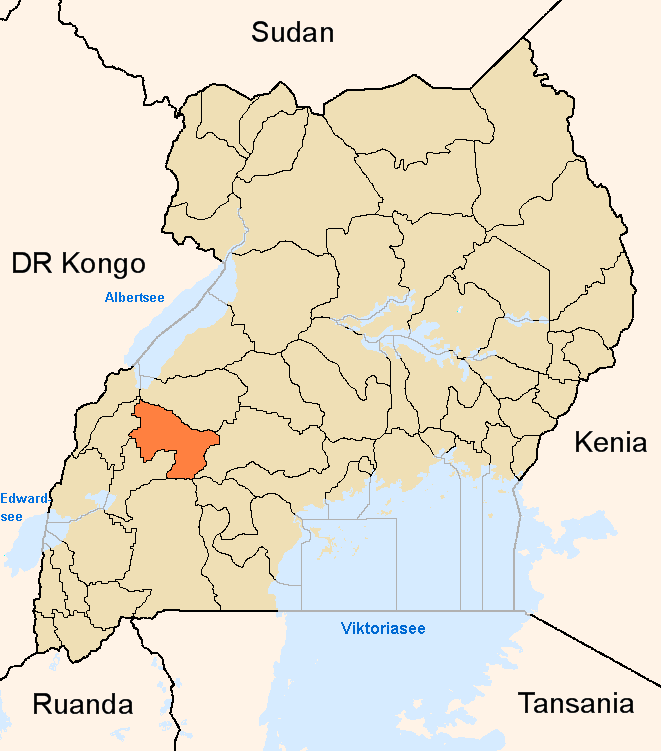
キエンジョジョ県と2001年から2005年の県境

キエンジョジョ県 (キエンジョジョけん、Kyenjojo District) はウガンダ西部、トロ王国東部の県。2000年12月20日にカバロレ県から北部のムウェンゲ郡と東部のキャカ郡が分割され設置された。ムウェンゲ郡にキエンジョジョTCを含め9、キャカ郡に5の計14副郡が置かれている。2002年の国勢調査人口は 380,540人。知事に相当する第5地域議会 (LC5) 議長はビャムカマ・ジェイムズ。

## 隣接する県
北にブニョロのキバレ県、東にブガンダのムベンデ県、南東にセンバブレ県、南にアンコーレ王国のキルフラ県、南に同時にカバロレ県から分割されたカムウェンゲ県と接する。

## 交通
キエンジョジョはホイマ、ムベンデ、フォート・ポータルと幹線道で結ばれている。